# Židovský hřbitov v Dolné Marikové
Židovský hřbitov v Dolné Marikové se nachází nad obcí v místní části Kalužov. Vede k němu strmá lesní cesta a nachází se na nerovném terénu, v prudkém svahu, uprostřed lesního porostu. Je zcela zničený a zanedbaný. Nachází se zde několik desítek náhrobních kamenů, které jsou rozbité, polámané a vyvalené. Na hřbitově a v jeho okolí se nacházejí mohutné stromy a je tam prováděna těžba dřeva, což je spolu s vandalismem pravděpodobně příčinou dezolátního stavu hřbitova.

## Galerie

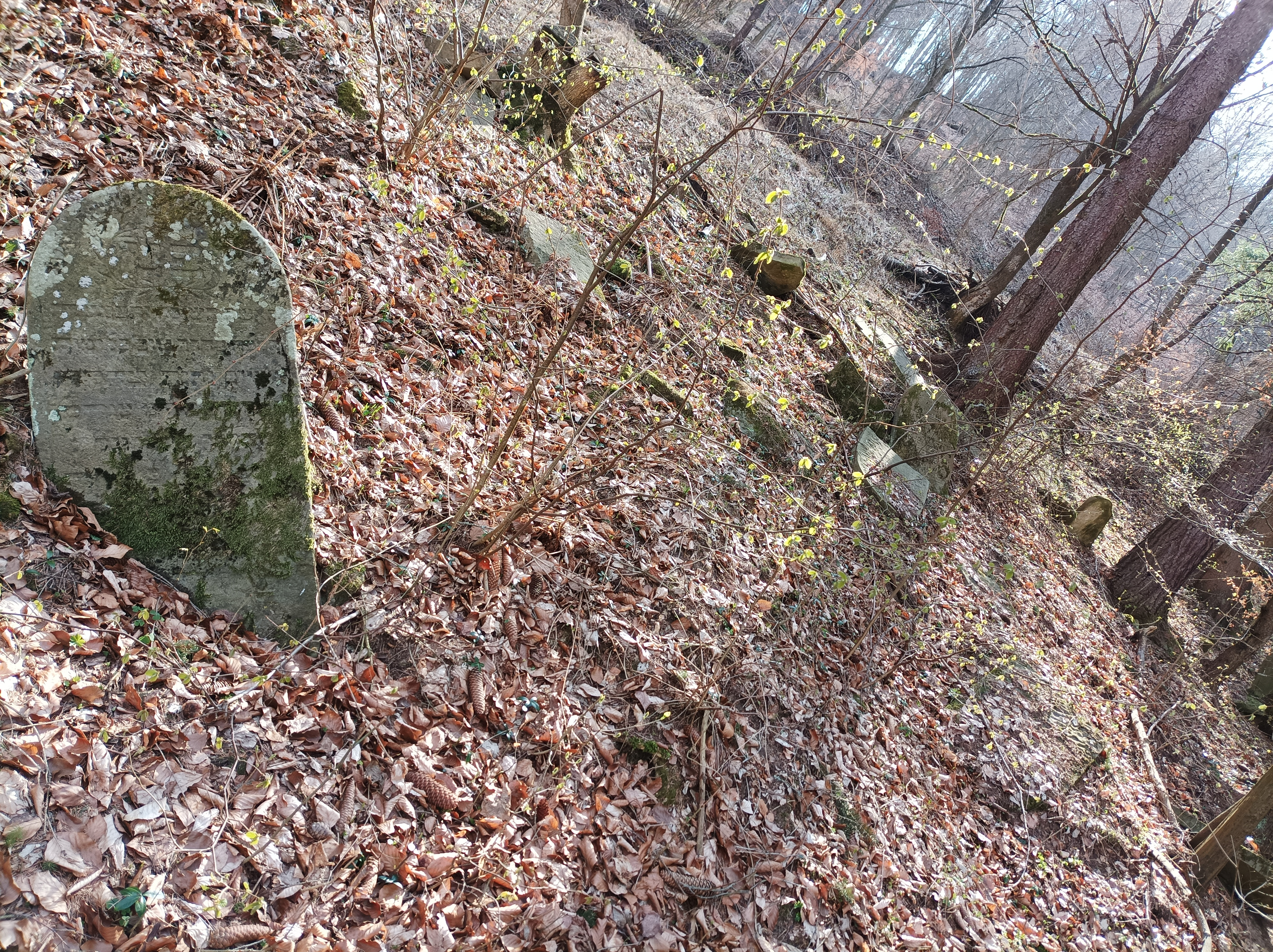
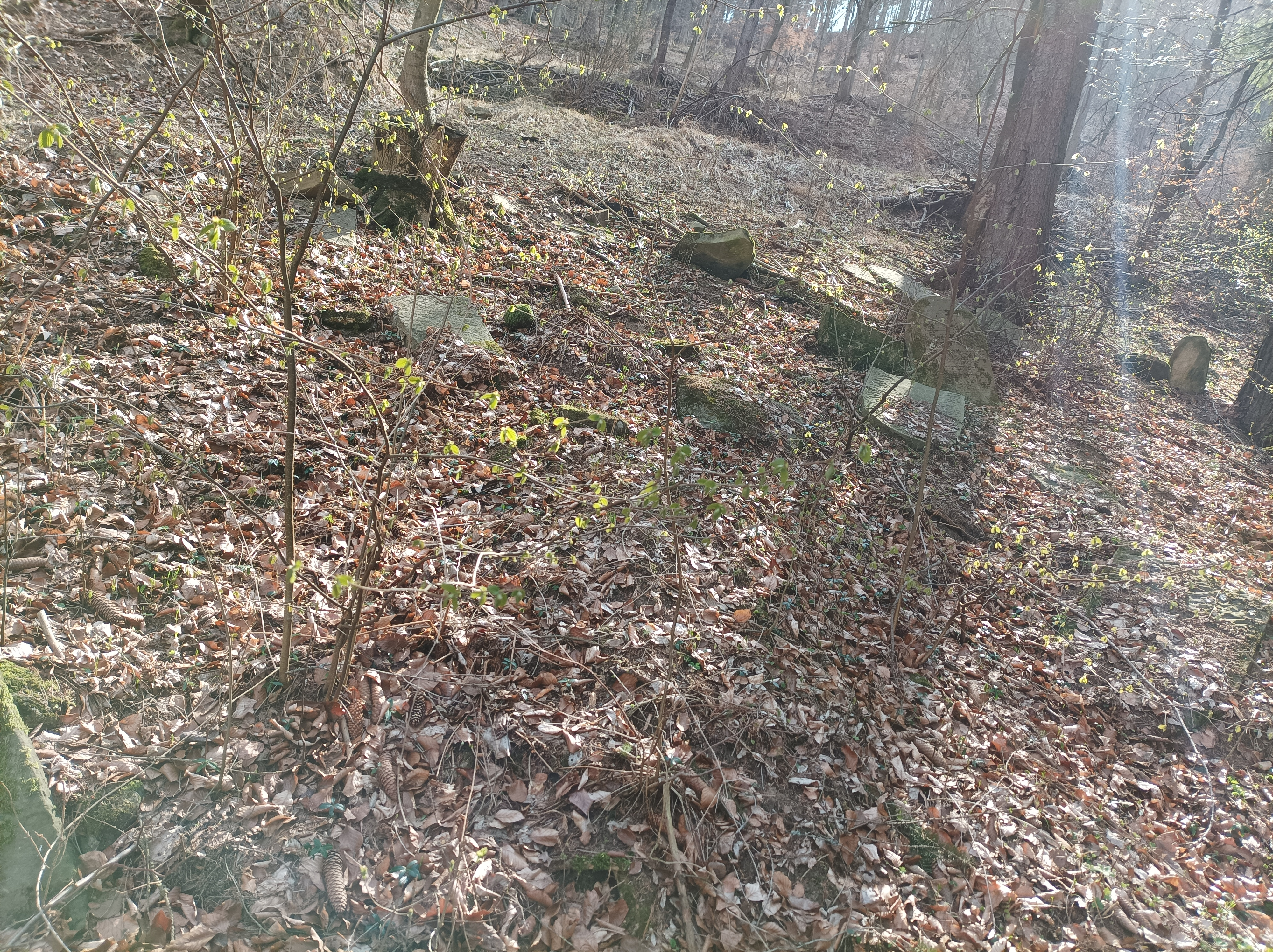
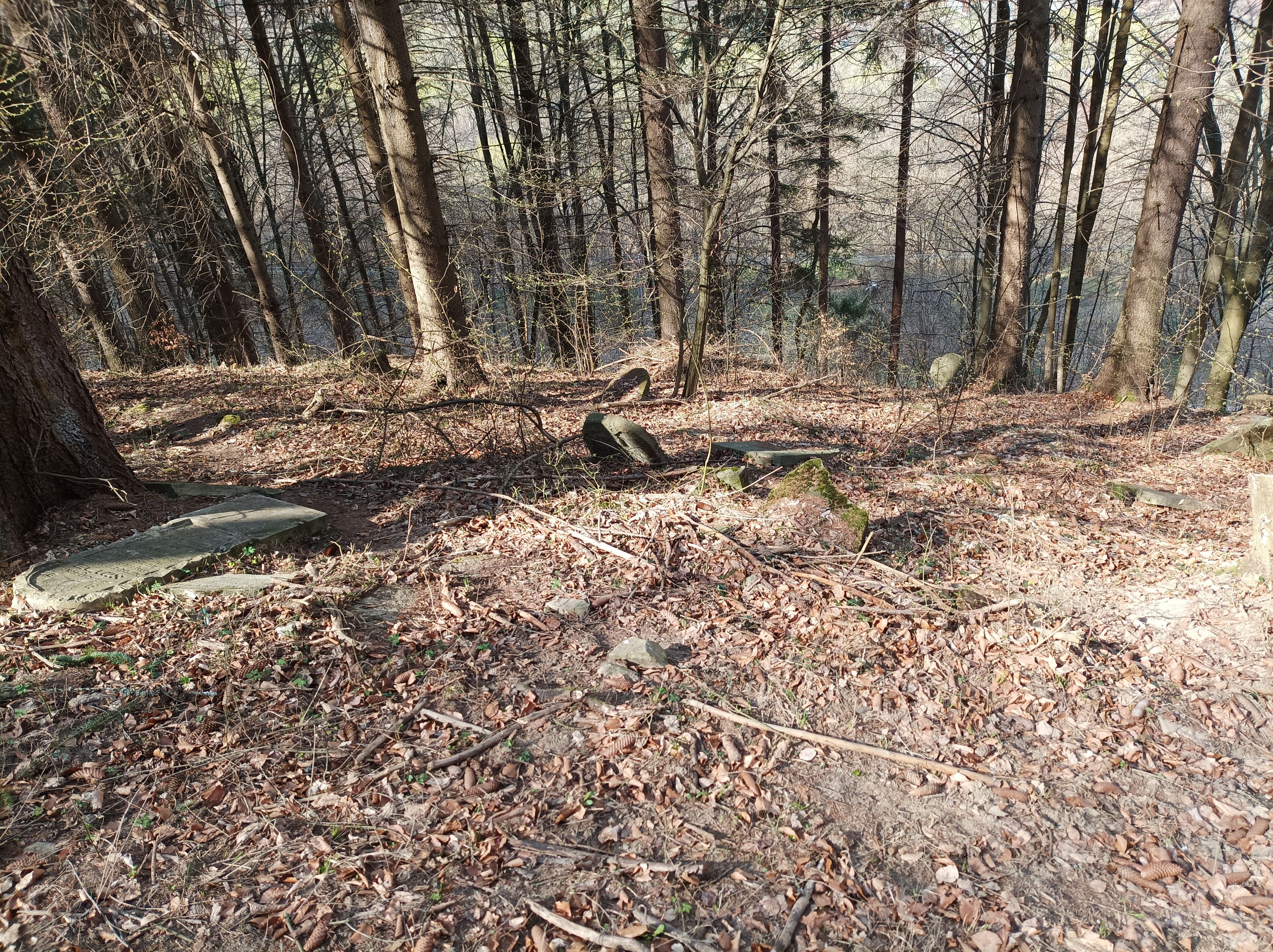
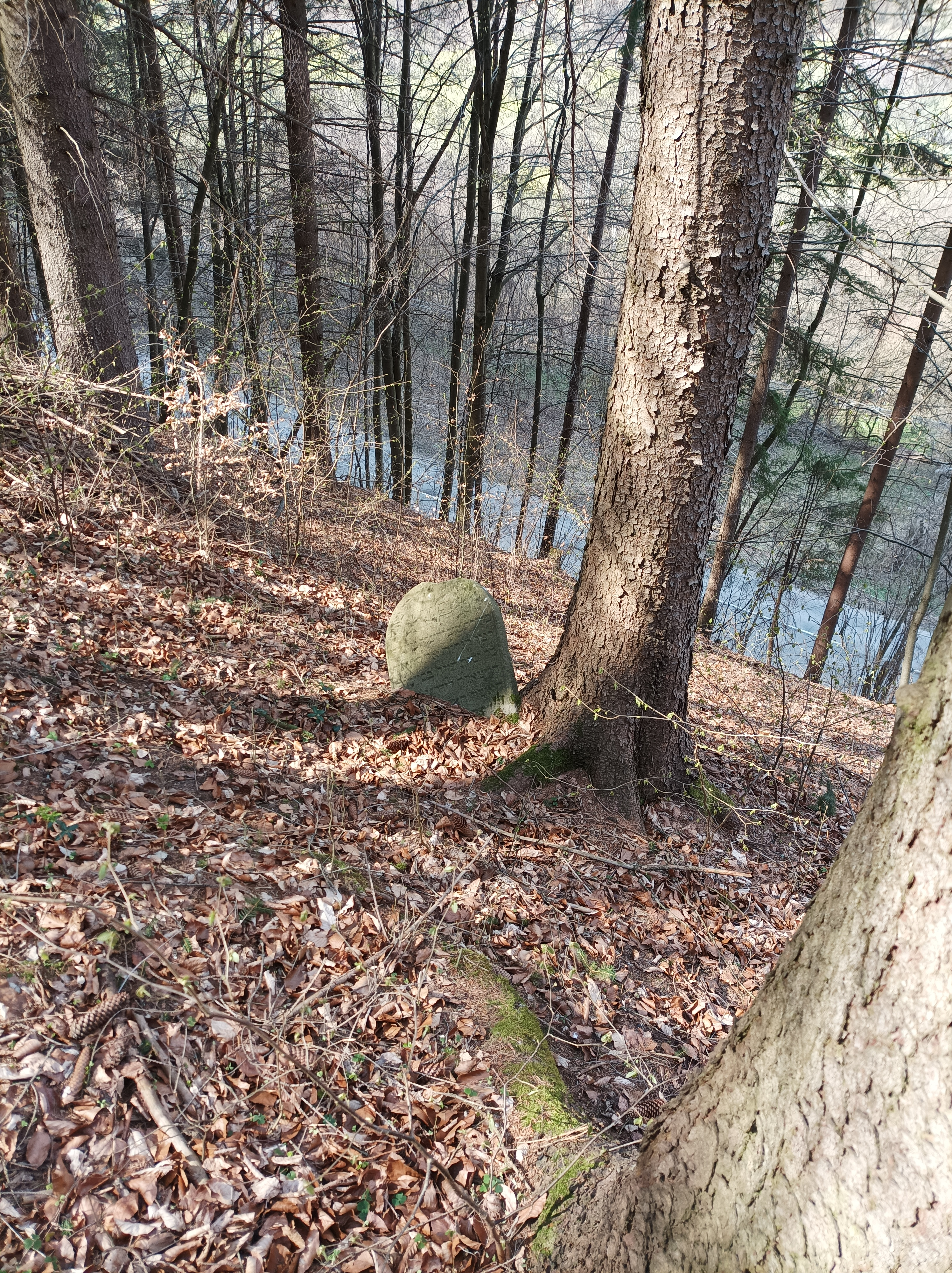